# Krefelder Fußball-Club Uerdingen 05 1996-1997
Questa voce raccoglie le informazioni riguardanti il Krefelder Fußball-Club Uerdingen 05 nelle competizioni ufficiali della stagione 1996-1997.

## Stagione
Nella stagione 1996-1997 l'Uerdingen, allenato da Hans-Ulrich Thomale, concluse il campionato di 2. Bundesliga al 9º posto. In Coppa di Germania l'Uerdingen fu eliminato al primo turno dal Friburgo.

## Rosa
| N. |                        | Ruolo | Calciatore           |
| -- | ---------------------- | ----- | -------------------- |
| 1  | Germania (bandiera)    | P     | Alexander Bade       |
| 2  | Germania (bandiera)    | C     | Gerd Kühn            |
| 4  | Croazia (bandiera)     | D     | Andrej Panadić       |
| 5  | Germania (bandiera)    | D     | Heiko Peschke        |
| 6  | Germania (bandiera)    | D     | Uwe Grauer           |
| 8  | Germania (bandiera)    | C     | Axel Jüptner         |
| 9  | Stati Uniti (bandiera) | A     | John van Buskirk     |
| 10 | Germania (bandiera)    | C     | Claus-Dieter Wollitz |
| 11 | Danimarca (bandiera)   | A     | Jess Thorup          |
| 12 | Grecia (bandiera)      | C     | Dīmītrīs Grammozīs   |
| 13 | Australia (bandiera)   | C     | Robbie Middleby      |
| 14 | Germania (bandiera)    | C     | Marcus Wedau         |
| 15 | Germania (bandiera)    | C     | Markus Staar         |

| N. |                               | Ruolo | Calciatore       |
| -- | ----------------------------- | ----- | ---------------- |
| 16 | Stati Uniti (bandiera)        | A     | Shawn Petroski   |
| 17 | Germania (bandiera)           | C     | Sven Lintjens    |
| 18 | Germania (bandiera)           | A     | Jörg Nowotny     |
| 19 | Germania (bandiera)           | C     | Jörg Scherbe     |
| 20 | Germania (bandiera)           | C     | Sebastian Hahn   |
| 21 | Germania (bandiera)           | C     | Oliver Straube   |
| 22 | Germania (bandiera)           | P     | Achim Hollerieth |
| 24 | Guinea Equatoriale (bandiera) | C     | Ben Manga        |
| 26 | Germania (bandiera)           | C     | Lars Müller      |
| 27 | Germania (bandiera)           | C     | René Schmidt     |
| 28 | Rep. Ceca (bandiera)          | A     | Radek Onderka    |
| 29 | Germania (bandiera)           | D     | Andreas Golombek |

## Organigramma societario
Area tecnica
- Allenatore: Hans-Ulrich Thomale
- Allenatore in seconda:
- Preparatore dei portieri:
- Preparatori atletici:

## Calciomercato

### Sessione estiva
| Acquisti | Acquisti             | Acquisti                | Acquisti |
| R.       | Nome                 | da                      | Modalità |
| -------- | -------------------- | ----------------------- | -------- |
| C        | Lars Müller          | Borussia Dortmund       |          |
| C        | Ben Manga            | Wuppertal               |          |
| C        | Robbie Middleby      | Wollongong Wolves       |          |
| A        | Jörg Nowotny         | Saarbrücken             |          |
| D        | Andrej Panadić       | Chemnitz                |          |
| A        | Shawn Petroski       | Uerdingen 05 (juniores) |          |
| C        | Jörg Scherbe         | Uerdingen 05 (juniores) |          |
| C        | Oliver Straube       | Norimberga              |          |
| A        | Jess Thorup          | Odense                  |          |
| C        | Claus-Dieter Wollitz | Kaiserslautern          |          |

| Cessioni | Cessioni        | Cessioni            | Cessioni |
| R.       | Nome            | a                   | Modalità |
| -------- | --------------- | ------------------- | -------- |
| D        | Helmut Rahner   | Kilmarnock          |          |
| D        | Mustafa Doğan   | Fenerbahçe          |          |
| P        | Bernd Dreher    | Bayern Monaco       |          |
| D        | Jan Heintze     | Bayer Leverkusen    |          |
| A        | Heiko Laeßig    | Salisburgo          |          |
| A        | Marek Leśniak   | Xamax Neuchâtel     |          |
| C        | Jos Luhukay     | Straelen            |          |
| C        | Michael Lusch   | Schwarz-Weiß Essen  |          |
| A        | Erik Meijer     | Bayer Leverkusen    |          |
| D        | Stephan Paßlack | Borussia M'gladbach |          |
| C        | Horst Steffen   | Duisburg            |          |
| C        | Zlatko Jankov   | Beşiktaş            |          |

### Sessione invernale
| Acquisti | Acquisti         | Acquisti           | Acquisti |
| R.       | Nome             | da                 | Modalità |
| -------- | ---------------- | ------------------ | -------- |
| D        | Andreas Golombek | Fortuna Düsseldorf |          |
| A        | Radek Onderka    | Sigma Olomouc      |          |
| C        | René Schmidt     | Lokomotive Lipsia  |          |

| Cessioni | Cessioni         | Cessioni     | Cessioni |
| R.       | Nome             | a            | Modalità |
| -------- | ---------------- | ------------ | -------- |
| A        | Günter Bittengel | Chmel Blšany |          |

## Risultati

### 2. Bundesliga

#### Girone di andata
| Arbitro: | Malbranc |

|                                      |           |           |
| Bittencourt 3’ Lindner 39’ Kujat 89’ | Marcatori | 82’ Wedau |

| Arbitro: | Kemmling |

|  |           |                         |
|  | Marcatori | 45’ Konerding 87’ Bonan |

| Arbitro: | Fleischer |

|           |           |                              |
| Klein 50’ | Marcatori | 61’ (aut.) Tomaš 89’ Wollitz |

| Arbitro: | Frey |

|  |           |            |
|  | Marcatori | 56’ Wagner |

| Arbitro: | Schütz |

|               |           |                        |
| Elberfeld 51’ | Marcatori | 63’ Wollitz 64’ Thorup |

| Arbitro: | Wezel |

|                                                     |           |  |
| Nowotny 31’, 36’ Wollitz 54’ Hahn 89’ Grammozīs 90’ | Marcatori |  |

| Arbitro: | Weiner |

|                        |           |            |
| Kirsten 64’ Tipold 80’ | Marcatori | 4’ Panadić |

| Arbitro: | Kadach |

|                                               |           |             |
| Thorup 49’ Wedau 71’ Wollitz 77’ Petroski 89’ | Marcatori | 60’ Gerlach |

| Arbitro: | Pohlmann |

|  |           |             |
|  | Marcatori | 20’ Wollitz |

| Krefeld 12 ottobre 1996, ore 15:30 CEST 10ª giornata | Uerdingen 05 | 0 – 0 referto | Meppen | Grotenburg Stadion (5 624 spett.)\| Arbitro: \| Wendorf \| |
| Arbitro:                                             | Wendorf      |               |        |                                                            |

| Unterhaching 19 ottobre 1996, ore 15:30 CEST 11ª giornata | Unterhaching | 0 – 0 referto | Uerdingen 05 | Stadion am Sportpark (2 500 spett.)\| Arbitro: \| Byernetzky \| |
| Arbitro:                                                  | Byernetzky   |               |              |                                                                 |

| Arbitro: | Hilmes |

|                                        |           |             |
| van Buskirk 11’ Thorup 39’ Wollitz 71’ | Marcatori | 55’ Malchow |

| Arbitro: | Stark |

|                             |           |                        |
| Holetschek 43’ Nierlich 55’ | Marcatori | 8’ Panadić 20’ Nowotny |

| Arbitro: | Blumenstein |

|                 |           |                             |
| van Buskirk 52’ | Marcatori | 15’ Radschuweit 78’ Lottner |

| Arbitro: | Hufgard |

|                                        |           |             |
| Klopp 29’ Tanjga 41’ Grevelhörster 76’ | Marcatori | 10’ Wollitz |

| Arbitro: | Frey |

|                 |           |  |
| Tyszkiewicz 56’ | Marcatori |  |

| Arbitro: | Casper |

|                            |           |                                   |
| van Buskirk 2’ Wollitz 90’ | Marcatori | 18’ Kruse 27’ Sverrisson 82’ Veit |

#### Girone di ritorno
| Arbitro: | Buchhart |

|                                                           |           |  |
| Straube 6’ Wollitz 54’ Nowotny 59’ Schmidt 81’ Grauer 84’ | Marcatori |  |

| Arbitro: | Dörr |

|           |           |             |
| Meyer 72’ | Marcatori | 66’ Onderka |

| Arbitro: | Lange |

|                        |           |  |
| Pickenäcker 76’ (aut.) | Marcatori |  |

| Arbitro: | Best |

|                                 |           |             |
| Rische 32’ Wegmann 67’ Kuka 77’ | Marcatori | 52’ Onderka |

| Arbitro: | Dehmelt |

|             |           |  |
| Onderka 42’ | Marcatori |  |

| Arbitro: | Müller |

|                           |           |  |
| Jurgeleit 54’, 71’ (rig.) | Marcatori |  |

| Arbitro: | Schütz |

|                              |           |  |
| Jüptner 36’, 71’ Onderka 48’ | Marcatori |  |

| Arbitro: | Byernetzky |

|           |           |  |
| Uysal 79’ | Marcatori |  |

| Arbitro: | Hauer |

|                                       |           |  |
| Grammozīs 23’ Jüptner 73’ Onderka 88’ | Marcatori |  |

| Arbitro: | Wezel |

|                      |           |  |
| Myyry 38’ Helmer 63’ | Marcatori |  |

| Arbitro: | Malbranc |

|  |           |                                          |
|  | Marcatori | 17’ Hartig 26’, 55’ Schmöller 61’ Bergen |

| Arbitro: | Insam |

|            |           |  |
| Sailer 50’ | Marcatori |  |

| Arbitro: | Hilmes |

|                       |           |                     |
| Müller 9’ Straube 54’ | Marcatori | 14’, 22’ Zimmermann |

| Arbitro: | Wack |

|             |           |                          |
| Schmitt 22’ | Marcatori | 14’ Golombek 85’ Straube |

| Arbitro: | Schmidt |

|  |           |             |
|  | Marcatori | 17’ Demandt |

| Arbitro: | Wagner |

|  |           |                                      |
|  | Marcatori | 49’ Tomčić 82’ Kapetanović 90’ Ratke |

| Arbitro: | Gettke |

|  |           |                        |
|  | Marcatori | 25’ Onderka 76’ Müller |

### Coppa di Germania
| Arbitro: | Dardenne |

|  |           |                          |
|  | Marcatori | 37’ Jurčević 81’ Wassmer |

## Statistiche

### Statistiche di squadra
| Competizione      | Punti | In casa | In casa | In casa | In casa | In casa | In casa | In trasferta | In trasferta | In trasferta | In trasferta | In trasferta | In trasferta | Totale | Totale | Totale | Totale | Totale | Totale | DR |
| Competizione      | Punti | G       | V       | N       | P       | Gf      | Gs      | G            | V            | N            | P            | Gf           | Gs           | G      | V      | N      | P      | Gf     | Gs     | DR |
| ----------------- | ----- | ------- | ------- | ------- | ------- | ------- | ------- | ------------ | ------------ | ------------ | ------------ | ------------ | ------------ | ------ | ------ | ------ | ------ | ------ | ------ | -- |
| 2. Bundesliga     | 44    | 17      | 8       | 2       | 7       | 30      | 20      | 17           | 5            | 3            | 9            | 16           | 24           | 34     | 13     | 5      | 16     | 46     | 44     | +2 |
| Coppa di Germania | -     | 1       | 0       | 0       | 1       | 0       | 2       | 0            | 0            | 0            | 0            | 0            | 0            | 1      | 0      | 0      | 1      | 0      | 2      | -2 |
| Totale            | 44    | 18      | 8       | 2       | 8       | 30      | 22      | 17           | 5            | 3            | 9            | 16           | 24           | 35     | 13     | 5      | 17     | 46     | 46     | 0  |

### Andamento in campionato
| Giornata  | 1  | 2  | 3  | 4  | 5  | 6  | 7  | 8 | 9 | 10 | 11 | 12 | 13 | 14 | 15 | 16 | 17 | 18 | 19 | 20 | 21 | 22 | 23 | 24 | 25 | 26 | 27 | 28 | 29 | 30 | 31 | 32 | 33 | 34 |
| --------- | -- | -- | -- | -- | -- | -- | -- | - | - | -- | -- | -- | -- | -- | -- | -- | -- | -- | -- | -- | -- | -- | -- | -- | -- | -- | -- | -- | -- | -- | -- | -- | -- | -- |
| Luogo     | T  | C  | T  | C  | T  | C  | T  | C | T | C  | T  | C  | T  | C  | T  | T  | C  | C  | T  | C  | T  | C  | T  | C  | T  | C  | T  | C  | T  | C  | T  | C  | C  | T  |
| Risultato | P  | P  | V  | P  | V  | V  | P  | V | V | N  | N  | V  | N  | P  | P  | P  | P  | V  | N  | V  | P  | V  | P  | V  | P  | V  | P  | P  | P  | N  | V  | P  | P  | V  |
| Posizione | 14 | 17 | 14 | 15 | 12 | 10 | 12 | 6 | 6 | 6  | 6  | 3  | 3  | 6  | 9  | 10 | 11 | 9  | 10 | 7  | 8  | 7  | 8  | 8  | 8  | 7  | 8  | 9  | 11 | 11 | 10 | 10 | 11 | 9  |

Legenda:

Luogo: C = Casa; T = Trasferta. Risultato: V = Vittoria; N = Pareggio; P = Sconfitta.

### Statistiche dei giocatori
| Giocatore      | 2. Bundesliga | 2. Bundesliga | 2. Bundesliga | 2. Bundesliga | Coppa di Germania | Coppa di Germania | Coppa di Germania | Coppa di Germania | Totale   | Totale | Totale      | Totale     |
| Giocatore      | Presenze      | Reti          | Ammonizioni   | Espulsioni    | Presenze          | Reti              | Ammonizioni       | Espulsioni        | Presenze | Reti   | Ammonizioni | Espulsioni |
| -------------- | ------------- | ------------- | ------------- | ------------- | ----------------- | ----------------- | ----------------- | ----------------- | -------- | ------ | ----------- | ---------- |
| A. Bade        | 24            | 0             | 0             | 0             | 1                 | 0                 | 0                 | 0                 | 25       | 0      | 0           | 0          |
| G. Bittengel   | 16            | 0             | 1             | 0             | 1                 | 0                 | 0                 | 0                 | 17       | 0      | 1           | 0          |
| A. Golombek    | 14            | 1             | 2             | 0             | 0                 | 0                 | 0                 | 0                 | 14       | 1      | 2           | 0          |
| D. Grammozīs   | 33            | 2             | 6             | 0             | 1                 | 0                 | 1                 | 0                 | 34       | 2      | 7           | 0          |
| U. Grauer      | 30            | 1             | 4             | 0             | 0                 | 0                 | 0                 | 0                 | 30       | 1      | 4           | 0          |
| S. Hahn        | 10            | 1             | 1             | 0             | 1                 | 0                 | 0                 | 0                 | 11       | 1      | 1           | 0          |
| A. Hollerieth  | 11            | 0             | 0             | 1             | 0                 | 0                 | 0                 | 0                 | 11       | 0      | 0           | 1          |
| A. Jüptner     | 29            | 3             | 8             | 0             | 1                 | 0                 | 0                 | 0                 | 30       | 3      | 8           | 0          |
| G. Kühn        | 23            | 0             | 3             | 1             | 1                 | 0                 | 0                 | 0                 | 24       | 0      | 3           | 1          |
| S. Lintjens    | 0             | 0             | 0             | 0             | 0                 | 0                 | 0                 | 0                 | 0        | 0      | 0           | 0          |
| B. Manga       | 0             | 0             | 0             | 0             | 0                 | 0                 | 0                 | 0                 | 0        | 0      | 0           | 0          |
| R. Middleby    | 7             | 0             | 2             | 0             | 0                 | 0                 | 0                 | 0                 | 7        | 0      | 2           | 0          |
| L. Müller      | 12            | 2             | 1             | 0             | 0                 | 0                 | 0                 | 0                 | 12       | 2      | 1           | 0          |
| J. Nowotny     | 25            | 4             | 3             | 1             | 1                 | 0                 | 0                 | 0                 | 26       | 4      | 3           | 1          |
| R. Onderka     | 14            | 6             | 1             | 0             | 0                 | 0                 | 0                 | 0                 | 14       | 6      | 1           | 0          |
| A. Panadić     | 31            | 2             | 3             | 2             | 1                 | 0                 | 0                 | 0                 | 32       | 2      | 3           | 2          |
| H. Peschke     | 26            | 0             | 7             | 0             | 1                 | 0                 | 0                 | 0                 | 27       | 0      | 7           | 0          |
| S. Petroski    | 5             | 1             | 0             | 0             | 0                 | 0                 | 0                 | 0                 | 5        | 1      | 0           | 0          |
| H. Rahner      | 16            | 0             | 5             | 0             | 1                 | 0                 | 0                 | 0                 | 17       | 0      | 5           | 0          |
| J. Scherbe     | 1             | 0             | 0             | 1             | 0                 | 0                 | 0                 | 0                 | 1        | 0      | 0           | 1          |
| R. Schmidt     | 12            | 1             | 4             | 0             | 0                 | 0                 | 0                 | 0                 | 12       | 1      | 4           | 0          |
| M. Staar       | 0             | 0             | 0             | 0             | 0                 | 0                 | 0                 | 0                 | 0        | 0      | 0           | 0          |
| O. Straube     | 31            | 3             | 6             | 2             | 1                 | 0                 | 0                 | 0                 | 32       | 3      | 6           | 2          |
| J. Thorup      | 29            | 3             | 2             | 0             | 1                 | 0                 | 0                 | 0                 | 30       | 3      | 2           | 0          |
| M. Wedau       | 21            | 2             | 6             | 0             | 0                 | 0                 | 0                 | 0                 | 21       | 2      | 6           | 0          |
| C. Wollitz     | 33            | 9             | 5             | 0             | 1                 | 0                 | 0                 | 0                 | 34       | 9      | 5           | 0          |
| J. van Buskirk | 19            | 3             | 1             | 0             | 1                 | 0                 | 0                 | 0                 | 20       | 3      | 1           | 0          |